# برنار ليتاير
برنار ليتاير (بالفرنسية: Bernard Lietaer)‏‏ (7 فبراير 1942 - 4 فبراير 2019 في ألمانيا) اقتصادي، وأستاذ جامعي من بلجيكا.